# Johannes Tonckens (1784-1857)
Johannes Tonckens (Westervelde, 26 januari 1784 - aldaar, 29 april 1857) was een Nederlands politicus.

## Leven en werk
Tonckens was een zoon van de Drentse patriot en gedeputeerde Joachimus Lunsingh Tonckens en Maria Hellinga. Hij werd geboren in het Huis te Westervelde. Hij studeerde rechten aan de universiteit van Groningen en promoveerde aldaar in 1806 op een dissertatie De exceptione non numeratae pecuniae. Tonckens begon zijn loopbaan als advocaat en werd in 1811 benoemd tot notaris en burgemeester van Norg. Zijn broer Warmolt was burgemeester van Eelde. Later zouden ook zijn zoon Johannes, zijn kleinzonen Eltje Jacob en Egbertus Roelinus en zijn achterkleinzoon Johannes benoemd worden tot burgemeester van Norg. In 1822 werd Tonckens gekozen tot lid van Provinciale Staten van Drenthe en in 1831 werd hij gekozen tot gedeputeerde van deze provincie. Tonckens was ridder in de Orde van de Nederlandse Leeuw.
Tonckens huwde op 23 april 1821 met Geziena Kymmell, dochter van de Drentse gedeputeerde Lucas Oldenhuis Kymmell. Uit dit huwelijk werden zes kinderen geboren.
- Biografisch Portaal: 64601484
- International Standard Name Identifier: 0000 0003 9237 4677
- Nederlandse Thesaurus van Auteursnamen: 07337380X
- Virtual International Authority File: 286372149
- WorldCat: E39PBJy8pk9dbM4PhCDTj8WkXd